# ماتی پاری
ماتی پاری (استونیایی: Mati Pari؛ زادهٔ ۴ سپتامبر ۱۹۷۴) بازیکن فوتبال اهل استونی بود.
از باشگاه‌هایی که در آن بازی کرده‌است می‌توان به باشگاه فوتبال فلورا تالین و باشگاه فوتبال تارواس راکوره اشاره کرد.
وی همچنین در تیم ملی فوتبال استونی بازی کرده‌است.